# NGC 2689
NGC 2689 est une lointaine galaxie lenticulaire située dans la constellation de la Grande Ourse. NGC 2689 a été découverte par l'astronome irlandais R. J. Mitchell en 1858.

## Caractéristiques
Sa vitesse par rapport au fond diffus cosmologique est de 16 272 ± 12 km/s, ce qui correspond à une distance de Hubble de 240 ± 17 Mpc (∼783 millions d'al).
La base de données Simbad, ainsi que le programme Aladin qui utilise celle-ci, identifient NGC 2689 à la galaxie PGC 25042 située non loin (08h 55m 15,55s ; 49° 09′ 04,24″ ). La base de données NASA/IPAC identifie également NGC 2689 à PGC 25042.